# Haiti nos Jogos Olímpicos de Verão da Juventude de 2010
O Haiti participou dos Jogos Olímpicos de Verão da Juventude de 2010 em Cingapura. Sua delegação foi composta por 22 atletas que competiram em quatro esportes. O Haiti conquistou uma medalha de prata no futebol masculino, a primeira do país em esportes coletivos.

## Medalhistas
| Medalha | Nome | Esporte | Evento                       | Data         |
| ------- | --- | ------- | ---------------------------- | ------------ |
| Prata   | Jeff Petit Frere, Daniel Gedeon, Sindy Louissaint, Jonathan Momplaisir, Nike Metellus, William Barthelemy, Carlos Gluce, Ismael Hilaire, Jean Paraison, Bertrand Vilgrain, Sandino Saint Jean, Pierre Samedi, Robert Surpris, Jean Bonhomme, Sandro Saint Surin, Whoopy Jean Baptiste, Junior Bonheur, Jeff Alphonse | Futebol | Torneio Masculino de Futebol | 25 de agosto |

## Atletismo
| Evento          | Atleta          | Qualificação | Qualificação | Final      | Final        |
| Evento          | Atleta          | Resultado    | Posição      | Resultado  | Posição      |
| --------------- | --------------- | ------------ | ------------ | ---------- | ------------ |
| 1000 m feminino | Beatrice Derose | 4:10.68      | 30º (14º q2) | Não largou | -- (Final B) |

## Futebol
Masculino:
| Elenco | Preliminares                | Preliminares | Semifinais      | Final         | Pos. final       |
| Elenco | Grupo C                     | Pos.         | Semifinais      | Final         | Pos. final       |
| --- | --------------------------- | ------------ | --------------- | ------------- | ---------------- |
| Jeff Petit Frere, Daniel Gedeon, Sindy Louissaint, Jonathan Momplaisir, Nike Metellus, William Barthelemy, Carlos Gluce, Ismael Hilaire, Jean Paraison, Bertrand Vilgrain, Sandino Saint Jean, Pierre Samedi, Robert Surpris, Jean Bonhomme, Sandro Saint Surin, Whoopy Jean Baptiste, Junior Bonheur, Jeff Alphonse | Bolívia D 0-9 Vanuatu V 2-1 | 2º           | Cingapura V 2-0 | Bolívia D 0-5 | Medalha de prata |

## Judô
| Evento             | Atleta            | 1ª rodada                     | 1ª rodada repescagem | 2ª rodada repescagem      | Final repescagem A | Disputa pelo bronze A | Pos. final |
| ------------------ | ----------------- | ----------------------------- | -------------------- | ------------------------- | ------------------ | --------------------- | ---------- |
| Até 44 kg feminino | Dielourdes Joseph | BUL Yoana Damyanova D 000-101 | Sem oponente         | IND Neha Thakur D 000-101 | Não avançou        | Não avançou           | --         |

| Evento             | Atleta         | 1ª rodada    | 2ª rodada                   | 2ª rodada repescagem         | 3ª rodada repescagem | Semifinais repescagem | Final repescagem B | Disputa pelo bronze B | Pos. final |
| ------------------ | -------------- | ------------ | --------------------------- | ---------------------------- | -------------------- | --------------------- | ------------------ | --------------------- | ---------- |
| Até 63 kg feminino | Wildjie Vertus | Sem oponente | CRO Barbara Matic D 000-101 | MRI Gaelle Nemorin D 001-010 | Não avançou          | Não avançou           | Não avançou        | Não avançou           | --         |

| Evento         | Atleta                                              | 1ª rodada    | 2ª rodada              | Semifinais  | Final       | Pos. final |
| -------------- | --------------------------------------------------- | ------------ | ---------------------- | ----------- | ----------- | ---------- |
| Equipes mistas | Dielourdes Joseph (como integrante da equipe Chiba) | Sem oponente | ZZX Equipe Essen D 2-5 | Não avançou | Não avançou | 8º         |
| Equipes mistas | Wildjie Vertus (como integrante da equipe Hamilton) | Sem oponente | ZZX Equipe Cairo D 4-4 | Não avançou | Não avançou | 5º         |

## Taekwondo
| Evento              | Atleta           | 1ª rodada                                   | Quartas-de-final              | Semifinais  | Final       | Pos. final |
| ------------------- | ---------------- | ------------------------------------------- | ----------------------------- | ----------- | ----------- | ---------- |
| Até 55 kg masculino | Peterson Sertune | EGY Mohamed Asal V Oponente desclassificado | IRI Kaveh Dezaei D RSC 1 0:55 | Não avançou | Não avançou | 8º         |